# Paul Masson (cyclisme)
Pour les articles homonymes, voir Paul Masson et Masson.
Paul Masson, né le 11 octobre 1876 à Mostaganem en Algérie et décédé le 23 décembre 1944 à Cannes, est un coureur cycliste et docteur en médecine français.
Spécialiste de la piste et contemporain d'Edmond Jacquelin, Paul Bourillon, Jean-Baptiste Louvet, Édouard Nieuport et Ludovic Morin, il remporte trois médailles d'or lors des Jeux olympiques d'Athènes en 1896.
Il fait partie avec Robert Charpentier, Roger Ducret, Jean-Claude Killy, Martin Fourcade et Léon Marchand des seuls Français à avoir remporté trois médailles d'or au cours de mêmes Jeux olympiques.

## Biographie
Paul Masson nait le 11 octobre 1876 à Mostaganem en Algérie française, fils de Claude Pierre Masson (1833-1904) né à Meximieux, officier d’administration à l'hôpital militaire de la ville et de Marie Guillard (1842-1917) née à Anse. Il a un frère, Louis Jean François Marie né à Lyon (1869).
En 1889, la famille habite au 177 rue Saint-Jacques à Paris, en 1893, Claude Pierre Masson est officier d'administration principal au Val-de-Grâce et la famille emmenage en 1896, au 24 rue de l'étoile dans le 17e arrondissement de Paris. La même année, Paul Masson est étudiant en médecine et son frère, Louis, est étudiant en pharmacie.
Paul Masson est nommé docteur en médecine le 26 novembre 1903 et travaille avec son frère Louis, pharmacien, au 592 du 237, rue du Faubourg-Saint-Honoré à Paris. Son père, officier d'administration principal des hôpitaux en retraite et officier de la Légion d'honneur, décède en décembre 1904 et les obsèques se font en l'Église Saint-Philippe-du-Roule. Il épouse le 12 août 1909 à Meximieux, Marguerite Comte (1885-1918), fille de l'ancien maire de Meximieux. Avec cette dernière il a un fils, Pierre Claude Louis (1910-1944).
Lors de la Première Guerre mondiale, il est affecté dans l'armée territoriale au service de santé militaire en tant qu'officier du corps de santé avec le grade de médecin aide-major de 1re classe,. Son épouse Marguerite décède le 3 décembre 1918 et est inhumée au cimetière de Meximieux,. Au décès de cette dernière, il est médecin-major aux armées.
Son fils Pierre, sous les couleurs du PUC, est second du championnat de France de vitesse 1929 en catégorie scolaire.
En 1936, Masson a le grade de médecin-capitaine et son lieu d'activité est toujours rue du Faubourg-Saint-Honoré à Paris où vivent Louis, son frère qui tient la pharmacie, Pierre son fils qui est mécanicien automobile et Leonie Boyaet, une bonne. Son fils, Pierre qui est concessionnaire auto, épouse à Cannes, le 20 mars 1944, Françoise Pierrette Cane. Paul Masson rejoint son fils à Cannes où il est docteur en médecine au 76, rue Georges Clemenceau et où il décède le 23 décembre 1944.
La revue des Anciens du cyclisme publie un article à sa mémoire dans le numéro 23 de juillet 1945 et annonce qu'il était le dernier de la triplette, finaliste du Grand Prix de Paris 1897.

## Carrière

### Début amateur
Paul Masson est licencié à l'Association vélocipédique internationale, club omnisports, comprenant, le cyclisme, l'escrime et le patinage. Il remporte des courses depuis 1894 dont une course internationale majeur contre 12 concurrents sur la distance de 5 km organisé par l'Union vélocipédique de France. Il tente de participer aux championnats du monde de vitesse en 1895 mais sa demande est refusée.
À la fin de l'année 1895, après avoir gagné deux courses à Ostende et Anvers, il intègre l'équipe de France.

### Jeux olympiques de 1896
Lors des premiers Jeux olympiques organisés à Athènes en 1896, il remporte trois des cinq épreuves sur piste inscrites au programme. Il s'impose tout d'abord dans la vitesse individuelle, devançant de deux secondes le Grec Stamátios Nikolópoulos, puis le 10 km devant son compatriote Léon Flameng et l'Autrichien Adolf Schmal, et enfin l'épreuve du tour de piste où il écrase la concurrence. Alors qu'il est pressenti pour participer l'épreuve de course sur route, il renonce en raison de la fatigue accumulée.

### Professionnel
Paul Masson s'inscrit à une course professionnelle sous le pseudonyme de Nossam et touche son prix en espèce. L'U.S.F.S.A qui possède sa commission de vélocipédie et qui rejette toute forme de professionnalisme dans le sport, suspend Masson, jusqu'en juillet 1897.
Il démissionne de l'U.S.FS.A. et passe professionnel en septembre 1896. Masson annonce à la presse que lassé de courir en amateur, il veut se mesurer avec des professionnels. Il annonce aussi que le cyclisme n'est pas sa priorité et qu'il poursuit ses études de médecine en vue d'une carrière plus sociale.
Le 6 septembre 1896, associé à Ludovic Morin, il affronte pour sa première course professionnel, au vélodrome de la Seine, lors d'un défis, les Anglais Green et Edwards, en course scratch, course tandem, et course à pied handicap de 1 609 mètres. Masson ne brille pas mais la paire française l'emporte au terme des épreuves,.
À partir de 1897, il participe aux compétitions sous le statut professionnel et principalement sous le nom de Nossam. La même année, il se classe troisième aux championnats du monde de 1897 en vitesse à Glasgow. Il remporte la même année, le prix de Montfermeil devant Jaap Eden et finit deuxième du Grand Prix de Paris, derrière Ludovic Morin. En août, il remporte l'épreuve du 10 miles et finit deuxième du 1 mile du Sport and Play à Birmingham et le Grand Prix de Blankenberghe devant Paul Bourillon. En fin d'année, il gagne au vélodrome de la Seine, la Réunion du Syndicat des coureurs devant Louis Piette, Fernand Mercier et Thomas Gascoyne.
Il s'éloigne des pistes en 1898 pour son service militaire et revient au mois d'octobre lors du Grand Prix de Roubaix.
En 1902, Le Petit Parisien annonce son retour au cyclisme avec entre autres Jules Dubois et Henri Rudeaux. En 1912, sous le nom de Masson, il est champion de France de Vitesse amateur et deuxième du Grand Prix de Paris amateur.

## Palmarès

### Amateur
- 1894
  - 2e du championnat de France de vitesse amateurs
- 1895
  - Scratch du Prix de Buffalo.
  - Prix d'Ostende
  - Prix d'Anvers
- 1896
  -  Champion olympique de la vitesse individuelle (2 km)
  -  Champion olympique du contre-la-montre (tour de piste de 333 m)
  -  Champion olympique du 10 km
  - 2e du championnat de France de vitesse
  - 2e du scratch au Vélodrome d'Hiver
- 1912
  -  Champion de France de vitesse amateurs
  - 2e du Grand Prix de Paris

### Professionnel
- 1897
  - Grand Prix de Blankenberghe
  - Grand Prix de l'UFV
  - Prix de Montfermeil
  - Réunion du syndicat des coureurs
  - 10 miles de Birmingham
  - Scratch au Vélodrome d'Hiver
  - Scratch au Vélodrome d'Hiver
  - 2e du championnat de France de vitesse
  - 2e du Grand Prix de Paris
  - 2e du Grand Prix de Vienne
  - 2e du scratch au Vélodrome d'Hiver
  - 2e du Prix Lyon International
  - 3e du championnat du monde de vitesse
- 1899
  - Prix de Moscou International
  - Prix de Moscou International
  - Prix de Lyon International
  - 2e de Turin International
  - 3e du championnat de France de vitesse

## Records
Recordman à tandem en 1896 du 1/3 de kilomètre et 500 mètres lancés.
Record du monde amateur en 1896 du kilomètre départ lancé avec entraineur.
Record du tour de piste en 1897 du (333 mètres) en 22 1/5 et qui était détenue par Paul Bourrillon en 22 2/5 : 1897.
Record francais de trois médailles d'or au cours de mêmes Jeux olympiques (Un des cinq Français avec Robert Charpentier, Roger Ducret, Jean-Claude Killy et Martin Fourcade. Il s'avère de plus être le seul athlète français, voire de toutes nationalités à avoir décroché trois médailles d'or olympique dans la même journée, le 11 avril 1896).

## Galerie

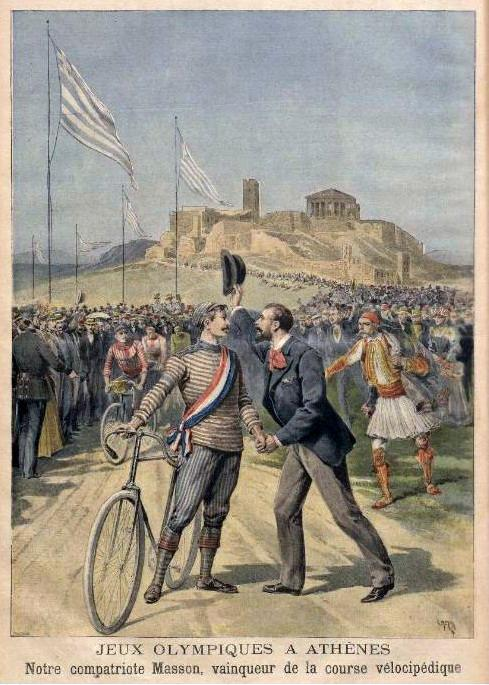
Paul Masson, illustration d'époque, 1896.
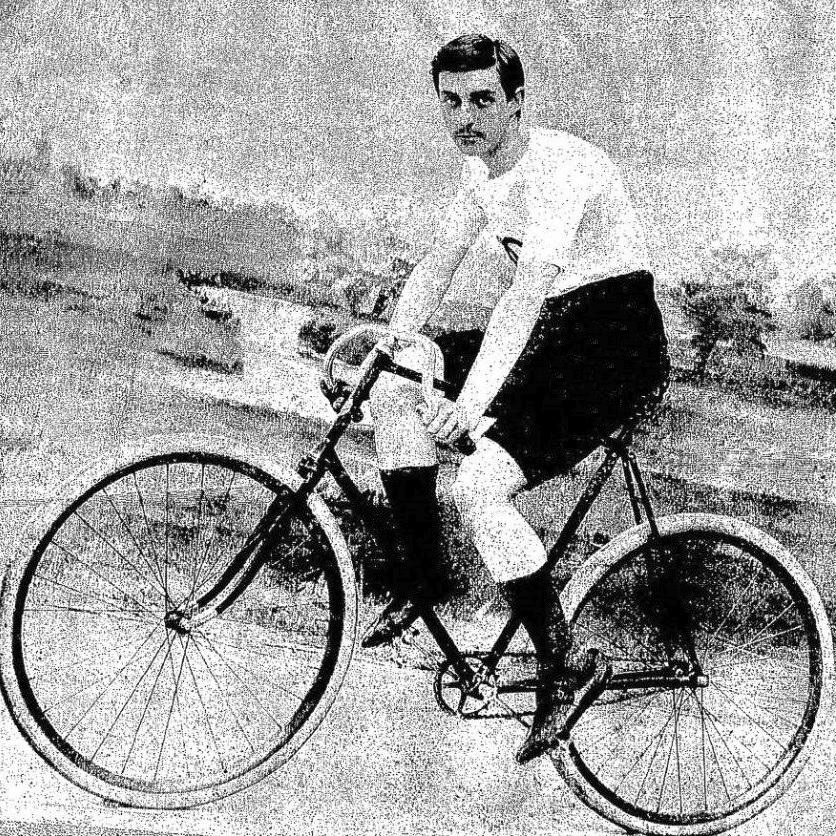
Paul Masson, membre de l'AVI, 1896.
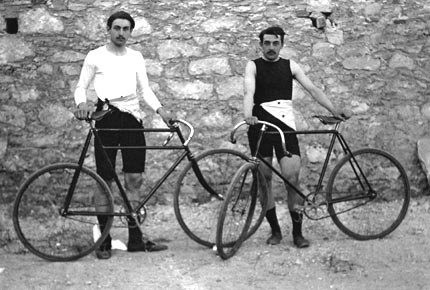
Paul Masson et Léon Flameng, 1896.
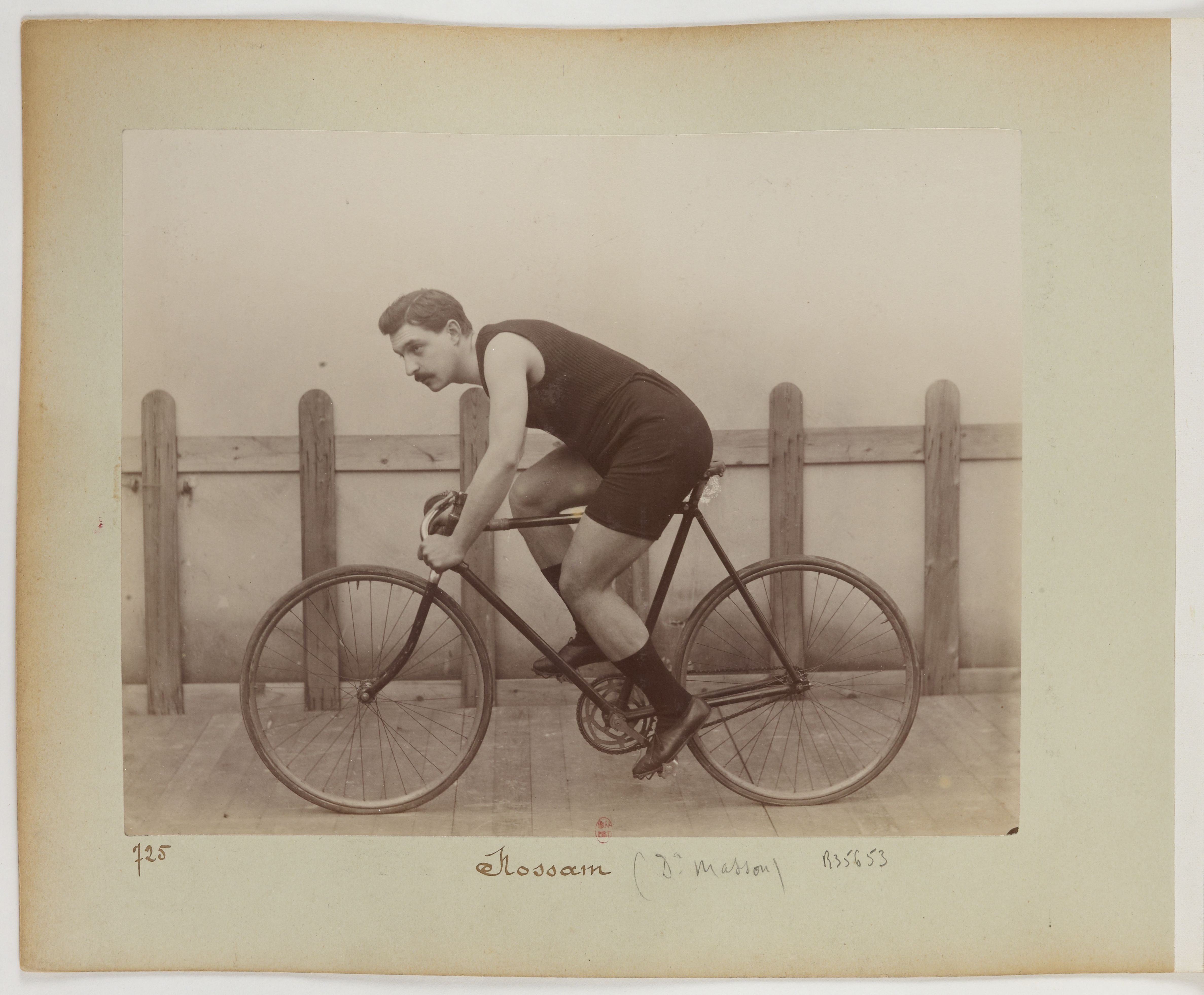
Paul Nossam alias Paul Masson, 1896.
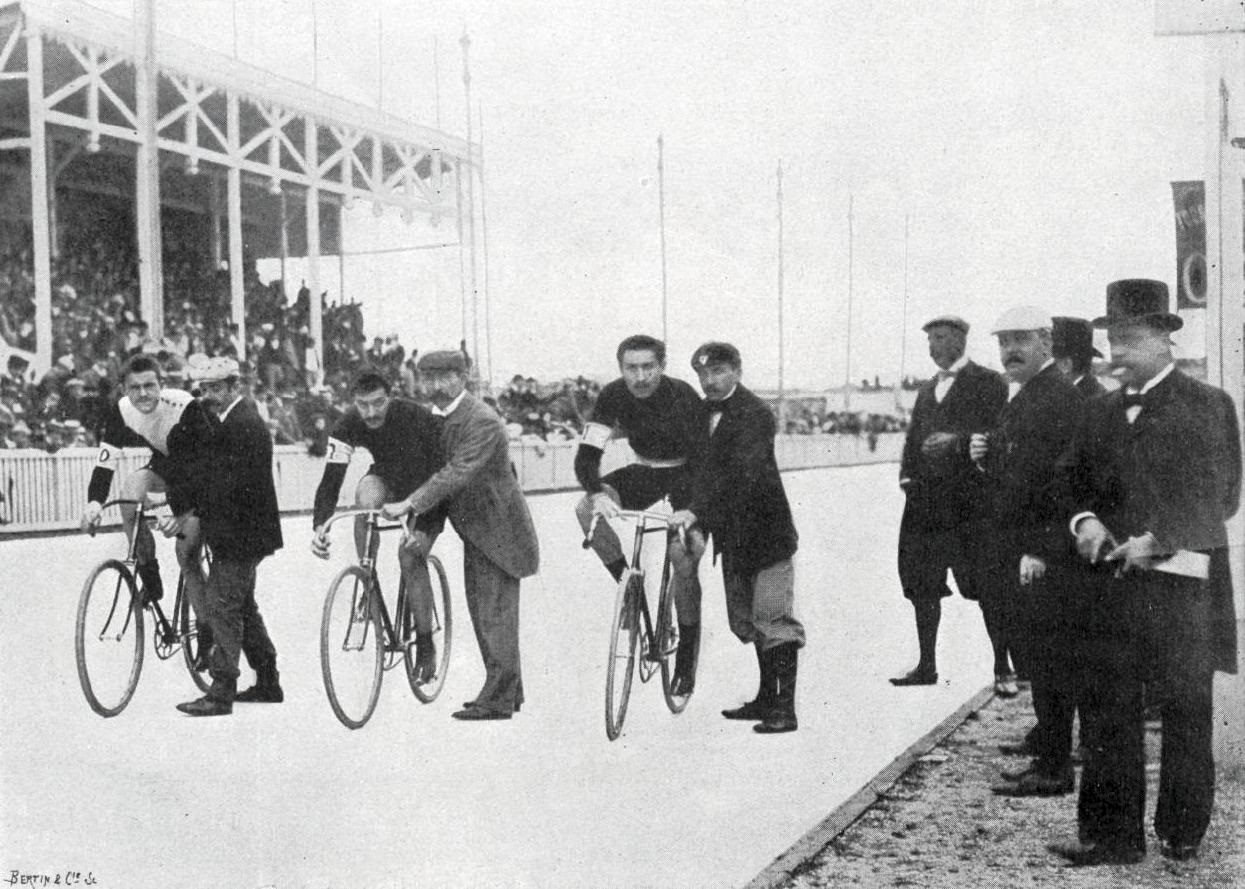
Finale du championnat de France de vitesse. Paul Masson au centre, 1897.
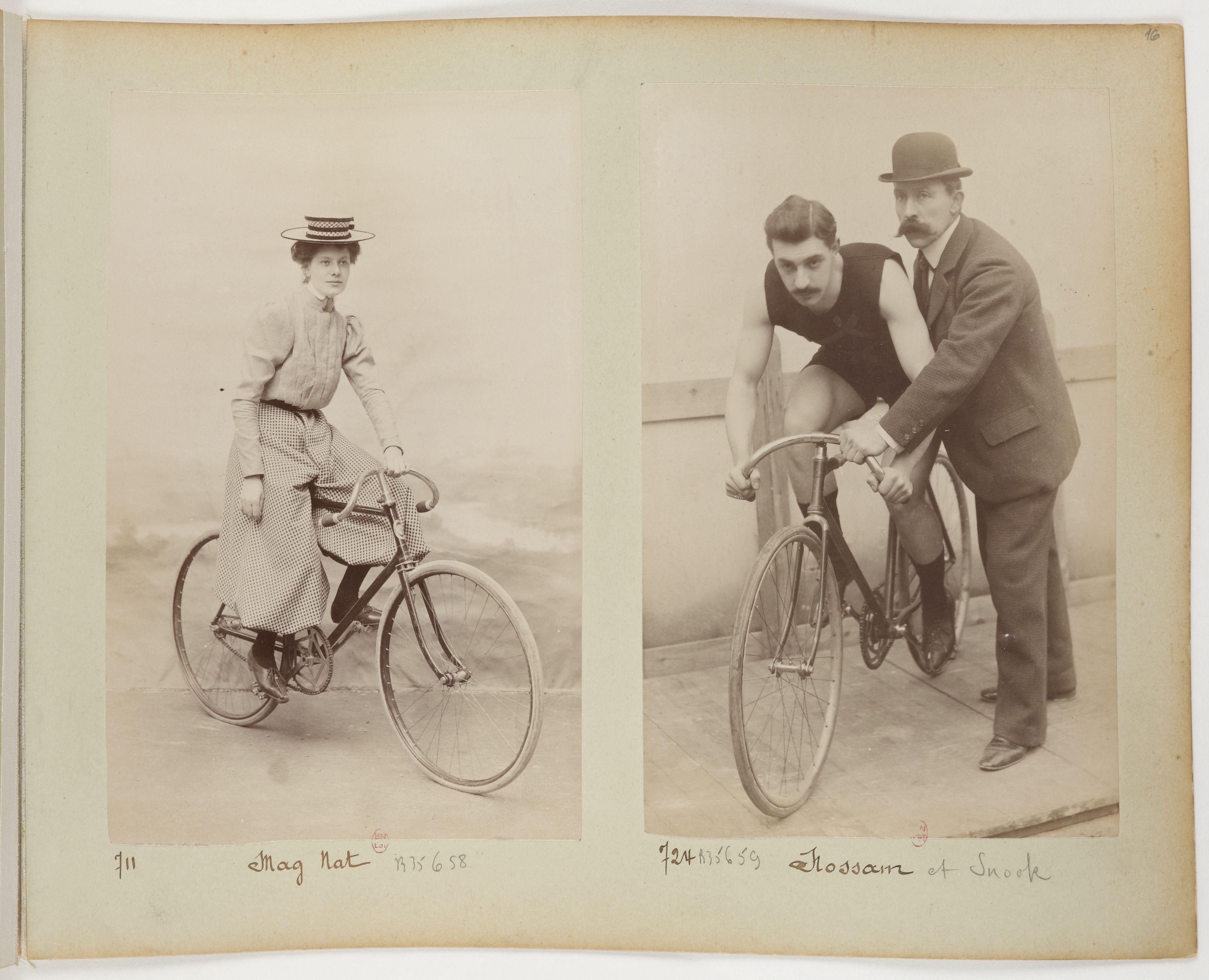
Paul Masson et Mag-Nat, 1898.